# Tantelbruch
Das Naturschutzgebiet Tantelbruch liegt auf dem Gebiet der Gemeinden Brüggen, Niederkrüchten und Schwalmtal im Kreis Viersen in Nordrhein-Westfalen. 
Das etwa 136,20 Hektar große Gebiet, das im Jahr 1982 unter Naturschutz gestellt wurde, erstreckt sich östlich des Kernortes Brüggen entlang der Schwalm. Westlich verläuft die Bundesstraße 221 und nördlich die Landesstraße 373. Am südöstlichen Rand des Gebietes verläuft die Landesstraße 372.
Das Naturschutzgebiet ist Teil des EU-Vogelschutzgebiets „Schwalm-Nette-Platte mit Grenzwald und Meinweg“.